# Deliziosamente pericolosa
Deliziosamente pericolosa (Delightfully Dangerous) è un film statunitense del 1945 diretto da Arthur Lubin.